# Sabato in diretta
Sabato in diretta (precedentemente La vita in diretta sabato) è stato un programma televisivo italiano e spin-off de La vita in diretta di genere talk show, rotocalco e contenitore, in onda su Rai 1 dal 16 settembre 2023 al 31 maggio 2025, condotto da Alberto Matano fino al 7 ottobre 2023, mentre dal 14 settembre 2024 al 31 maggio 2025 la conduzione è passata a Emma D'Aquino. Il programma è giunto alla seconda edizione e viene trasmesso in diretta il sabato dalle ore 17:05 alle 18:45 dallo studio 3 del Centro di produzione TV Raffaella Carrà di Roma. Nella stagione 2025-2026 verrà sostituito nella stessa fascia oraria da Ciao maschio .

## Il programma
Il programma, nato come spin-off de La vita in diretta (in onda sulle reti Rai dal 25 febbraio 1991) e come rotocalco di approfondimento quotidiano in onda il sabato nella fascia pomeridiana di Rai 1, è realizzato dalla Rai e tratta le vicende legate all'attualità, alla cronaca, alla politica, all'economia, alla società e allo spettacolo, con l'ausilio di servizi, della corrispondenza degli inviati e della presenza di ospiti e opinionisti in studio e in collegamento, pronti ad intervenire sulle varie tematiche.
Al termine della puntata del 31 maggio, la conduttrice annuncia che per la prossima stagione televisiva il programma non verrà riconfermato.

## Edizioni
| Edizione | Anno      | Titolo del programma      | Conduzione     | Periodo           | Periodo        | Puntate | Stagione         | Regia                 | Collocazione | Collocazione | Collocazione | Collocazione | Collocazione | Collocazione | Collocazione | Collocazione   | Studio                                                     |
| Edizione | Anno      | Titolo del programma      | Conduzione     | Inizio            | Fine           | Puntate | Stagione         | Regia                 | L            | M            | M            | G            | V            | S            | D            | Programmazione | Studio                                                     |
| -------- | --------- | ------------------------- | -------------- | ----------------- | -------------- | ------- | ---------------- | --------------------- | ------------ | ------------ | ------------ | ------------ | ------------ | ------------ | ------------ | -------------- | ---------------------------------------------------------- |
| 1ª       | 2023      | La vita in diretta sabato | Alberto Matano | 16 settembre 2023 | 7 ottobre 2023 | 4       | estate-autunno   | Nicoletta Chiadroni   |              |              |              |              |              |              |              | Day-time       | Studio 3 del Centro di produzione TV Raffaella Carrà, Roma |
| 2ª       | 2024-2025 | Sabato in diretta         | Emma D'Aquino  | 14 settembre 2024 | 31 maggio 2025 | 32      | estate-primavera | Alessandra De Sanctis |              |              |              |              |              |              |              | Day-time       | Studio 3 del Centro di produzione TV Raffaella Carrà, Roma |

## Puntate

### Prima edizione (2023)
La prima edizione di Sabato in diretta (dal titolo La vita in diretta sabato), con la conduzione di Alberto Matano, è andata in onda dal 16 settembre al 7 ottobre 2023, ogni sabato dalle 17:05 alle 18:45, in diretta dallo studio 3 Centro di produzione TV Raffaella Carrà di Roma.
| Puntata | Messa in onda     | Ospiti | Ascolti        | Ascolti     | Ascolti        | Ascolti       | Ascolti |
| Puntata | Messa in onda     | Ospiti | Prima parte    | Prima parte | Seconda parte  | Seconda parte | Fonte   |
| Puntata | Messa in onda     | Ospiti | Telespettatori | Share       | Telespettatori | Share         | Fonte   |
| ------- | ----------------- | --- | -------------- | ----------- | -------------- | ------------- | ------- |
| 1       | 16 settembre 2023 | Roberta Bruzzone, Valeria Marini, Mara Venier, Barbara De Rossi, Anna Pettinelli, Giulia Salemi                           | 1 029 000      | 9,03%       | 1 262 000      | 13,84%        | [ 7 ]   |
| 1       | 16 settembre 2023 | Roberta Bruzzone, Valeria Marini, Mara Venier, Barbara De Rossi, Anna Pettinelli, Giulia Salemi                           | 979 000        | 11,11%      | 1 262 000      | 13,84%        | [ 7 ]   |
| 2       | 23 settembre 2023 | Laura Efrikian, Ida Di Benedetto, Lino Banfi, Giulia Salemi, Anna Pettinelli, Barbara De Rossi, Alba Parietti, Alex Belli | 1 062 000      | 11,83%      | 1 537 000      | 15,90%        | [ 8 ]   |
| 2       | 23 settembre 2023 | Laura Efrikian, Ida Di Benedetto, Lino Banfi, Giulia Salemi, Anna Pettinelli, Barbara De Rossi, Alba Parietti, Alex Belli | 1 320 000      | 14,40%      | 1 537 000      | 15,90%        | [ 8 ]   |
| 3       | 30 settembre 2023 | Barbara Alberti, Nancy Brilli, Guillermo Mariotto, Barbara De Rossi, Maria Teresa Ruta                                    | 904 000        | 11,31%      | 904 000        | 11.31%        | [ 9 ]   |
| 4       | 7 ottobre 2023    | Giulia Salemi, Simona Izzo, Pamela Prati, Francesca Fialdini, Jo Squillo                                                  | 1 029 000      | 12,71%      | 1 438 000      | 16,13%        | [ 10 ]  |

### Seconda edizione (2024-2025)
La seconda edizione di Sabato in diretta, con la conduzione di Emma D'Aquino, va in onda dal 14 settembre 2024, ogni sabato dalle 17:05 alle 18:45, in diretta dallo studio 3 Centro di produzione TV Raffaella Carrà di Roma. Il 30 novembre 2024 il programma non è andato in onda, in quanto è stato sostituito dallo Zecchino d'Oro.
| Puntata                | Messa in onda     | Ospiti | Ascolti        | Ascolti     | Ascolti        | Ascolti       | Ascolti |
| Puntata                | Messa in onda     | Ospiti | Prima parte    | Prima parte | Seconda parte  | Seconda parte | Fonte   |
| Puntata                | Messa in onda     | Ospiti | Telespettatori | Share       | Telespettatori | Share         | Fonte   |
| ---------------------- | ----------------- | --- | -------------- | ----------- | -------------- | ------------- | ------- |
| 1                      | 14 settembre 2024 | Luca Mercalli, Carlo Conti, Vanessa Incontrada | 806 000        | 9,05%       | 1 222 000      | 12,94%        | [ 12 ]  |
| 1                      | 14 settembre 2024 | Luca Mercalli, Carlo Conti, Vanessa Incontrada | 974 000        | 10,85%      | 1 222 000      | 12,94%        | [ 12 ]  |
| 2                      | 21 settembre 2024 | Alberto Pellai, Maria Volpe | 770 000        | 9,61%       | 853 000        | 10,56%        | [ 13 ]  |
| 2                      | 21 settembre 2024 | Alberto Pellai, Maria Volpe | 770 000        | 9,61%       | 1 003 000      | 11,44%        | [ 13 ]  |
| 3                      | 28 settembre 2024 | Ilaria Grillini, Emanuel Caserio, Filippo Scarafia | 756 000        | 8,97%       | 750 000        | 8,90%         | [ 14 ]  |
| 3                      | 28 settembre 2024 | Ilaria Grillini, Emanuel Caserio, Filippo Scarafia | 756 000        | 8,97%       | 1 023 000      | 10,78%        | [ 14 ]  |
| 4                      | 5 ottobre 2024    | Claudia Koll, Rossella Erra, Valerio Rossi Albertini, Milly Carlucci | 975 000        | 10,92%      | 1 232 000      | 12,45%        | [ 15 ]  |
| 5                      | 12 ottobre 2024   | Michele Mirabella, Nadia Rinaldi, Simone Di Pasquale, Milly Carlucci | 825 000        | 9,25%       | 1 150 000      | 11,28%        | [ 16 ]  |
| 6                      | 19 ottobre 2024   | Annalisa Minetti, Cesare Bocci, Alan Friedman, Giada Lini, Luca Barbareschi, Alessandra Tripoli, Milly Carlucci | 1 103 000      | 10,23%      | 1 403 000      | 11,82%        | [ 17 ]  |
| 7                      | 26 ottobre 2024   | Simone Annichiarico, Stefano Palatresi, Bianca Guaccero, Giovanni Pernice, Riccardo Polizzy Carbonelli, Michelangelo Tommaso, Marina Tagliaferri, Andrea Perroni, Carolina Di Domenico, Luca Barbareschi, Alessandra Tripoli, Milly Carlucci | 1 019 000      | 10,82%      | 1 271 000      | 11,83%        | [ 18 ]  |
| 8                      | 2 novembre 2024   | Enrica Bonaccorti, Minnie Minoprio, Tommaso Marini, Sophia Berto, Francesco Paolantoni, Anastasija Kuz'mina, Milly Carlucci | 1 314 000      | 12,89%      | 1 641 000      | 13,38%        | [ 19 ]  |
| 9                      | 9 novembre 2024   | Red Canzian, Maurizio De Giovanni, Guillermo Mariotto, Margot Sikabonyi, Federica Pellegrini, Angelo Madonia, Milly Carlucci | 1 261 000      | 11,20%      | N.D.           | N.D.          | [ 20 ]  |
| 10                     | 16 novembre 2024  | Edoardo Leo, Marisa Laurito, Peppone Calabrese, Giovanni Vernia, Ivan Zazzaroni, Sonia Bruganelli, Carlo Aloia, Milly Carlucci | 1 210 000      | 10,73%      | N.D.           | N.D.          | [ 21 ]  |
| 11                     | 23 novembre 2024  | Marta Flavi, Laura Delli Colli, Alberto Bertoli, Massimiliano Ossini, Federica Nargi, Luca Favilla, Milly Carlucci | 979 000        | 8,02%       | 1 477 000      | 11,99%        | [ 22 ]  |
| Sabato in diretta Best | 7 dicembre 2024   | N.D. | 1 357 000      | 12,42%      | N.D.           | N.D.          | [ 23 ]  |
| 12                     | 14 dicembre 2024  | Marco Morandi, Samuel Peron, Lucia Annibali, Bruno Vespa, Anna Lou Castoldi, Nikita Perotti, Milly Carlucci | 1 190 000      | 10,65%      | N.D.           | N.D.          | [ 24 ]  |
| Sabato in diretta Best | 28 dicembre 2024  | N.D. | 1 171 000      | 10,91%      | 168 800        | 14,05%        | [ 25 ]  |
| 13                     | 4 gennaio 2025    | Renzo Arbore, Gegè Telesforo, James Senese, Giorgio Verdelli | 1 300 000      | 11,37%      | N.D.           | N.D.          | [ 26 ]  |
| 14                     | 11 gennaio 2025   | Fausto Leali, Corinne Clery | 1 308 000      | 11,28%      | N.D.           | N.D.          | [ 27 ]  |
| 15                     | 18 gennaio 2025   | Jalisse, Miriana Trevisan, Federica Gentile, Gabriele Vagnato, Dario Salvatori, Simona Molinari, Marco Liorni | 1 200 000      | 10,50%      | 1 579 000      | 12,92%        | [ 28 ]  |
| 16                     | 25 gennaio 2025   | Cristiana Ciacci, Bobby Solo, Rossella Erra, Paola Ferrari, Marco Liorni | 1 143 000      | 10,35%      | 1 514 000      | 12,52%        | [ 30 ]  |
| 17                     | 1° febbraio 2025  | Barbara Bouchet, Lino Banfi, Gabriele Cirilli, Numa Palmer, Claudio Cecchetto, Luca Dondoni, Pierdavide Carone, Gigliola Cinquetti, Marco Liorni                                                                                             | 1 242 000      | 10,90%      | 1 776 000      | 14,40%        | [ 31 ]  |
| 18                     | 8 febbraio 2025   | Gabriele Corsi, Mariasole Pollio, Bianca Guaccero, Armando Punzo, Jo Squillo, Silvia Mezzanotte, Luca Bianchini, Numa Palmer, Pamela Prati, Valerio Scanu, Rita Pavone, Marco Liorni                                                         | 1 191 000      | 9,90%       | 1 566 000      | 12,40%        | [ 32 ]  |
| 19                     | 15 febbraio 2025  | Massimo Ranieri, Luisa Corna, Jo Squillo, Michele Cucuzza, Enrica Bonaccorti, Luca Bianchini, Marcella Bella, Gabriele Corsi, Francesco Gabbani, Angelo Mellone, Numa Palmer                                                                 | 1.875.000      | 17.3%       | 2.605.000      | 21.3%         | [ 33 ]  |
| 20                     | 22 febbraio 2025  | Claudio Cecchetto, Natasha Stefanenko, Enrico Melozzi, Numa Palmer, Luca Bianchini, Luca Dondoni, Topo Gigio, Valerio Scanu, Pierdavide Carone, Marco Liorni                                                                                 | 1.281.000      | 12.2%       | 1.810.000      | 15.1%         | [ 34 ]  |
| 21                     | 1° marzo 2025     | Enzo Iacchetti, Paolo Conticini, Pierdante Piccioni, Luisa Corna, Numa Palmer, Marta Cagnola | 1.206.000      | 11.5%       | 1.614.000      | 14.0%         | [ 35 ]  |
| 22                     | 8 marzo 2025      | Loredana Errore, Paolo Virzì, Alessio Lapice, Numa Palmer, Graby Ponte, Luca Bianchini | 1.018.000      | 10.7%       | 1.360.000      | 12.4%         | [ 36 ]  |
| 23                     | 15 marzo 2025     | Laura Chimenti, Mal, Dario Salvatori, Jo Squillo, Luca Bianchini, Marta Cagnola | 172.000 s      | 11.4%       | 1.481.000      | 13.1%         | [ 37 ]  |
| 24                     | 22 marzo 2025     | Gabriele Cirilli, Jo Chiarello, Luca Dondoni, Luca Bianchini, Enrica Bonaccorti | 1.155.000      | 10.6%       | 1.591.000      | 13.3%         | [ 38 ]  |
| 25                     | 29 marzo 2025     | Roberta Bruzzone, Piero Villaggio, Nadia Rinaldi, Federico Palmaroli, Max Paiella | 1.003.000      | 9.9%        | 1.276.000      | 11.9%         | [ 39 ]  |
| 26                     | 5 aprile 2025     | Alba Parietti, Numa Palmer, Corinne Clery, Elena Bonelli, Simone Marchetti | 818.000        | 10.0%       | 1.061.000      | 11.8%         | [ 40 ]  |
| 27                     | 12 aprile 2025    | Rossella Erra, Alessandra Tripoli, Alberto Simone, Marta Flavi, Rosanna Lambertucci | 922.000        | 10.6%       | 1.150.000      | 11.9%         | [ 41 ]  |
| 28                     | 19 aprile 2025    | Mauro Repetto, Numa Palmer | 965.000        | 10.8%       | 1.279.000      | 12.1%         | [ 42 ]  |
| 29                     | 26 aprile 2025    | Enrica Bonaccorti, Rosanna Cancellieri, Roby Facchinetti, Simone Cristicchi | 432.000        | 16.1%       | 1.709.000      | 18.2%         | [ 43 ]  |
| Sabato in diretta Best | 3 maggio 2025     | N.D. | 729.000        | 9.1%        | 1.009.000      | 11.5%         | [ 44 ]  |
| 30                     | 10 maggio 2025    | Rosanna Cancellieri, Paola Minaccioni, Paolo Fox, Shel Shapiro | 805.000        | 9.9%        | 1.055.000      | 12.3%         | [ 45 ]  |
| 31                     | 24 maggio 2025    | Niko Cutugno, Massimo Giletti, Alessandro Gaetano, Loredana Lecciso | 897.000        | 9.9%        | 1.226.000      | 12.5%         | [ 46 ]  |
| 32                     | 31 maggio 2025    | Claudio Cecchetto | 898.000        | 11.2%       | N.D.           | N.D.          | [ 47 ]  |